# Коллар, Янош
Янош Коллар (János Kollár, род. 7 июня 1956, Будапешт) — венгерско-американский математик, специалист по алгебраической геометрии. Профессор Принстонского университета, член Национальной АН США (2005), иностранный член Венгерской АН (1995). Лауреат премии Шао (2017).
Окончил Будапештский университет (1980). Степень доктора философии получил в 1984 году в Брандейском университете под началом Teruhisa Matsusaka. В 1980-1981 годах работал в Венгерской АН. В 1984-1987 годах младший фелло Harvard Society of Fellows. С 1987 по 1999 год в Университете Юты: ассоциированный профессор, с 1990 года профессор, с 1994 года заслуженный (выдающийся). С 1999 года профессор Принстонского университета, именной (Donner Professor of Science) с 2009 года.
Член Американской академии искусств и наук (2016).
Фелло Американского математического общества (2013).

## Награды и отличия
- Presidential Young Investigator Award[англ.] (1988)
- Стипендия Слоуна (1989)
- Distinguished Research Award Университета Юты (1992)
- Премия Коула по алгебре Американского математического общества (2006)[3]
- Фелло Симонса по математике (2012)
- Премия Неммерса по математике Северо-Западного университета (2016)[2]
- Премия Шао (2017, совместно с Клэр Вуазен)[4]